# Purmerend vasútállomás
Purmerend vasútállomás vasútállomás Hollandiában, Purmerend községben,  településen.

## Vasútvonalak
Az állomást az alábbi vasútvonalak érintik:
- Zaandam–Enkhuizen-vasútvonal

## Kapcsolódó állomások
A vasútállomáshoz az alábbi állomások vannak a legközelebb:
- Purmerend Overwhere vasútállomás
- Purmerend Weidevenne vasútállomás